# 267
267 (CCLXVII) var ett normalår som började en tisdag i den julianska kalendern.

## Händelser

### Okänt datum
- Goterna inleder en stor barbarinvasion av Romarriket.
- Herulerna plundrar Byzantion, Aten och Korinth.
- Aureolus, med uppgiften att försvara Italien, besegrar gallernas medkejsare Victorinus, utropas till kejsare av sina trupper och börjar marschera mot Rom.
- Zenobia utropar sig själv till drottning av Palmyra.

## Avlidna
- Odaenathus, härskare av Palmyra (mördad)